# Trophée mondial de course en montagne 2000
Navigation
1999 2001
Le Trophée mondial de course en montagne 2000 est une compétition de course en montagne qui s'est déroulée le 10 septembre 2000 à Bergen en Bavière en Allemagne. Il s'agit de la seizième édition de l'épreuve. C'est la course de montagne du Hochfelln qui accueille cette édition sur un parcours modifié de 11,6 km de long et 1 204 m de dénivelé.

## Résultats
La course féminine junior se déroule sur un parcours de 4,5 km et 604 m de dénivelé. La Française Élise Marcot s'impose aisément en battant la Néo-Zélandaise Chris Tye qui termine au coude-à-coude avec la Suissesse Lea Vetsch.
La course masculine junior emprunte le parcours classique de la course de montagne du Hochfelln mesurant 8,9 km pour 1 074 m de dénivelé. Annoncé comme favori, l'Autrichien Florian Heinzle voit l'Érithréen Nebai Habtegiorgis lui voler la vedette et devenir le premier Africain titré en course en montagne. Le Polonais Tomasz Klisz complète le podium,,.
Tout comme la course masculine junior, la course féminine senior a lieu sur le tracé classique de 8,9 km de la course du Hochfelln. Venant juste de passer son doctorat en chimie à l'université d'Édimbourg, Angela Mudge s'élance au départ comme outsider sur un parcours en montée uniquement favorisant les athlètes du Vieux continent. Face à elle, les médaillées du Trophée européen de course en montagne Izabela Zatorska et Birgit Sonntag s'élancent en tant favorites. Angela crée la sensation en parvenant à doubler ses adversaires et s'impose au terme d'une excellente course, remportant le titre avec 17 secondes d'avance sur Birgit, tandis qu'Izabela complète le podium avec 28 secondes de retard sur cette dernière. La Nouvelle-Zélande parvient à s'imposer au classement par équipes, battant l'Italie et l'Allemagne,.
Le parcours de la course masculine senior mesure 11,6 km pour 1 204 m de dénivelé. Annoncé comme favori sur un parcours en montée uniquement, Jonathan Wyatt ne déçoit pas les attentes et survole littéralement les débats. Il s'impose avec plus de deux minutes sur ses rivaux pour remporter son deuxième titre. Les deux dernières marches du podium font l'objet d'un duel surprise entre l'Autrichien Hans Kogler et le Suisse Alexis Gex-Fabry. Hans parvient à prendre le meilleur sur Alexis pour remporter la médaille d'argent. Sans athlète sur le podium, l'Italie parvient à s'imposer une nouvelle fois au classement par équipes. L'Autriche et la Nouvelle-Zélande complètent le podium,,.

### Seniors

#### Courses individuelles
| Rang               | Athlète          | Pays             | Temps       |
| ------------------ | ---------------- | ---------------- | ----------- |
| Médaille d'or      | Jonathan Wyatt   | Nouvelle-Zélande | 47 min 29 s |
| Médaille d'argent  | Hans Kogler      | Autriche         | 49 min 48 s |
| Médaille de bronze | Alexis Gex-Fabry | Suisse           | 50 min 16 s |
| 4                  | Thomas Greger    | Allemagne        | 50 min 31 s |
| 5                  | Sergio Chiesa    | Italie           | 50 min 39 s |
| 6                  | Raymond Fontaine | France           | 50 min 47 s |
| 7                  | Billy Burns      | Angleterre       | 50 min 50 s |
| 8                  | Martin Cox       | Angleterre       | 50 min 59 s |

| Rang               | Athlète          | Pays               | Temps       |
| ------------------ | ---------------- | ------------------ | ----------- |
| Médaille d'or      | Angela Mudge     | Écosse             | 49 min 24 s |
| Médaille d'argent  | Birgit Sonntag   | Allemagne          | 49 min 43 s |
| Médaille de bronze | Izabela Zatorska | Pologne            | 50 min 11 s |
| 4                  | Melissa Moon     | Nouvelle-Zélande   | 50 min 52 s |
| 5                  | Matilde Ravizza  | Italie             | 51 min 22 s |
| 6                  | Alexandra Olarte | Colombie           | 51 min 32 s |
| 7                  | Anna Pichrtová   | République tchèque | 51 min 37 s |
| 8                  | Megan Edhouse    | Nouvelle-Zélande   | 51 min 49 s |

#### Courses par équipes
| Rang               | Pays | Points |
| ------------------ | --- | ------ |
| Médaille d'or      | Italie Sergio Chiesa (5e) Massimo Galliano (10e) Antonio Molinari (15e) Roberto Calandro (16e) Marco De Gasperi (17e) Davide Milesi (47e) | 46     |
| Médaille d'argent  | Autriche Hans Kogler (2e) Helmut Schmuck (9e) Alexander Rieder (18e) Rudolf Reitberger (23e) Franz Engl (48e) Gerald Habison (70e)        | 53     |
| Médaille de bronze | Nouvelle-Zélande Jonathan Wyatt (1er) Aaron Strong (21e) Simon Maunder (22e) Callum Harland (32e) Michael Wakelin (55e) Reon Rollo (89e)  | 76     |

| Rang               | Pays                                                                                                   | Points |
| ------------------ | --- | ------ |
| Médaille d'or      | Nouvelle-Zélande Melissa Moon (4e) Megan Edhouse (8e) Karen Murphy (13e) Carline MacDonald (27e)       | 25     |
| Médaille d'argent  | Italie Matilde Ravizza (5e) Pierangela Baronchelli (10e) Flavia Gaviglio (12e) Rosita Rota Gelpi (25e) | 27     |
| Médaille de bronze | Allemagne Birgit Sonntag (2e) Gudrun de Pay (11e) Stefanie Buss (15e) Ellen Schöner (20e)              | 28     |

### Juniors

#### Courses individuelles
| Rang               | Athlète            | Pays     | Temps       |
| ------------------ | ------------------ | -------- | ----------- |
| Médaille d'or      | Nebai Habtegiorgis | Érythrée | 44 min 8 s  |
| Médaille d'argent  | Florian Heinzle    | Autriche | 44 min 48 s |
| Médaille de bronze | Tomasz Klisz       | Pologne  | 46 min 31 s |

| Rang               | Athlète      | Pays             | Temps       |
| ------------------ | ------------ | ---------------- | ----------- |
| Médaille d'or      | Élise Marcot | France           | 29 min 5 s  |
| Médaille d'argent  | Chris Tye    | Nouvelle-Zélande | 29 min 20 s |
| Médaille de bronze | Lea Vetsch   | Suisse           | 29 min 20 s |

#### Courses par équipes
| Rang               | Pays                                                                                              | Points |
| ------------------ | ------------------------------------------------------------------------------------------------- | ------ |
| Médaille d'or      | Italie Alessandro Tonazzini (4e) Matteo Masi (5e) Johnny Cattaneo (6e) Marco Aimo Boot (27e)      | 15     |
| Médaille d'argent  | Érythrée Nebai Habtegiorgis (1er) Gaim Berhane (8e) Tecle Menghistab (32e) Habtai Kiflesion (41e) | 41     |
| Médaille de bronze | République tchèque Petr Hudek (11e) Roman Gaudel (15e) Petr Pechek (23e) Libor Erben (28e)        | 49     |

| Rang               | Pays                                                                          | Points |
| ------------------ | ----------------------------------------------------------------------------- | ------ |
| Médaille d'or      | Italie Adele Montonati (4e) Elisa Desco (8e) Lara De Faveri (10e)             | 12     |
| Médaille d'argent  | France Élise Marcot (1re) Aurélie Tizon (14e)                                 | 15     |
| Médaille de bronze | Allemagne Susanne Recknagel (6e) Lisa Reisinger (11e) Katharina Walther (17e) | 17     |